# 2004年アテネオリンピックのスロバキア選手団
2004年アテネオリンピックのスロバキア選手団（2004ねんアテネオリンピックのスロバキアせんしゅだん）は、2004年8月13日から8月29日にかけてギリシャの首都アテネで開催された2004年アテネオリンピックのスロバキア選手団、およびその競技結果。

## 概要
今大会は金メダル2個、銀メダル2個、銅メダル2個の合計6個のメダルを獲得した。

## メダル
| メダル | 選手名             | 競技 | 種目           |
| ------ | ------------------ | ---- | -------------- |
| 銀     | ヨゼフ・クルナーチ | 柔道 | 男子66kg以下級 |